# Aken (déu)

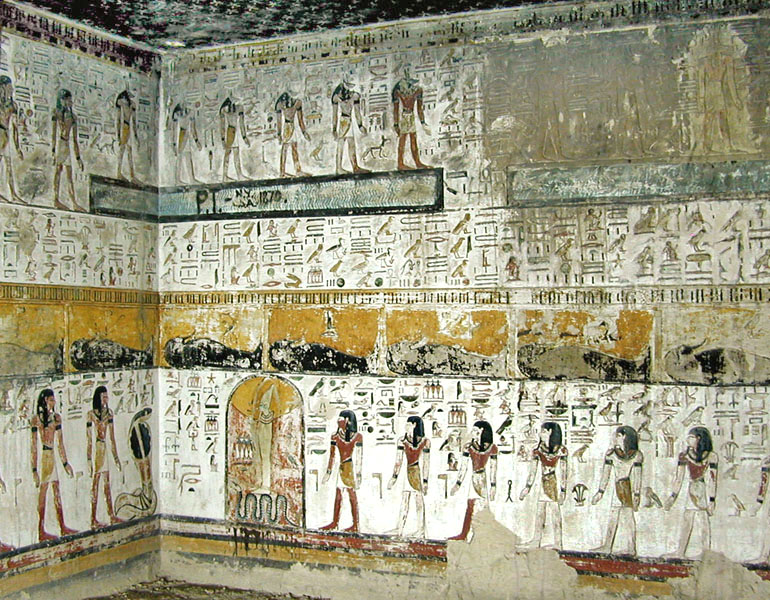
Tomba de Seti I a la Vall dels Reis, on apareix Aken.

Aken o Aqen era un déu funerari i dels morts de la mitologia de l'Antic Egipte que rarament és esmentat fora del context funerari. La parella d'Aken és la deessa Amentet (“La de l'Occident”), una altra deessa de la mort.
La primera font on es troba és en el Llibre dels Morts del Regne Mitjà d'Egipte. En ell, guiava al déu del solar Ra com a ‘protector de la barca celestial de Ra’ anomenada Treball de Jnum en portar l'anell shen al déu.
El faraó difunt requeria els serveis del déu quan havia de recórrer el riu que li portava en presència d’Osiris. El rei demanava al barquer Mahaf que desperti a Aken per poder portar al rei a l'inframon.